# James A. Robinson
James Alan Robinson (Reino Unido, 1960) es un economista y politólogo británico. Actualmente es el director del Instituto Richard L. Pearson para el Estudio y Resolución de Conflictos Globales y Profesor Universitario en la Escuela de Políticas Públicas Harris de la Universidad de Chicago. También se desempeña como Director del Instituto Pearson para el Estudio y Resolución de Conflictos Globales en la misma escuela. Anteriormente, Robinson enseñó en la Universidad de Harvard entre 2004 y 2015, y también en la Universidad de California en Berkeley, la Universidad del Sur de California y la Universidad de Melbourne.
Robinson estudia las razones por las cuales los países son diferentes, enfocándose en las instituciones económicas y políticas subyacentes que llevan a algunos países a la prosperidad y a otros al conflicto. Junto con Daron Acemoglu, ha coescrito libros como The Narrow Corridor, Por qué fracasan los países y Economic Origins of Dictatorship and Democracy.
En 2024, Robinson, Acemoglu y Simon Johnson fueron galardonados con el Premio de Ciencias Económicas del Banco de Suecia por sus estudios comparativos sobre la prosperidad entre las naciones.

## Biografía

### Educación
Robinson recibió una Licenciatura en Ciencias en economía de la London School of Economics en 1982, una Maestría en Artes de la Universidad de Warwick en 1986, y un Doctorado en Filosofía en teoría económica y relaciones laborales de la Universidad de Yale en 1993.

## Carrera
Los principales campos de investigación de Robinson son la economía política y la política comparada, así como el desarrollo económico y político.
En 2004, Robinson fue nombrado profesor asociado de Gobierno en la Universidad de Harvard. Posteriormente, ocupó cátedras nombradas en Harvard, primero como profesor David Florence de Gobierno (2009-2014) y luego como profesor Wilbur A. Cowett de Gobierno (2014-2015). El 1 de julio de 2015, fue nombrado uno de los nueve profesores universitarios en la Escuela de Políticas Públicas Harris de la Universidad de Chicago. También ostenta el título de profesor Reverendo Dr. Richard L. Pearson de Estudios Globales sobre Conflictos. El 9 de mayo de 2016, Robinson recibió un doctorado honoris causa por la Universidad Nacional de Mongolia durante su primera visita al país.
Ha realizado investigaciones en países como Botsuana, Chile, la República Democrática del Congo, Haití, Filipinas, Sierra Leona, Sudáfrica y Colombia, donde enseña cada verano en la Universidad de los Andes (Colombia) en Bogotá.
El 17 de marzo de 2023, Robinson se reunió con estudiantes, científicos, líderes de opinión, representantes de los sectores económico, financiero y empresarial en Tashkent, Uzbekistán. En una entrevista, habló sobre la construcción de instituciones inclusivas en países autoritarios, el desarrollo dificultoso después del colonialismo, y las "decisiones" hechas conscientemente. Además, respondió preguntas sobre Uzbekistán, conocido como el "rey del algodón" en su libro Por qué fracasan los países.